# Pithecia inusta
Pithecia inusta är en primat i släktet plymsvansapor som förekommer i Sydamerika.
Hela kroppslängden är med 25 till 98 cm ungefär lika som hos andra släktmedlemmar. Svansen är 25 till 55 cm lång och vikten varierar mellan 1,5 och 4,0 kg. Honor är allmänt lite mindre än hannar. Den långa grova pälsen gör att individerna ser större ut än de verkligen är.
Arten lever i östra Peru och i angränsande regioner av Brasilien. Den vistas i låglandet och i kulliga områden upp till 200 meter över havet. Habitatet utgörs av fuktiga skogar som ofta översvämmas. Pithecia inusta föredrar ursprungliga skogar med träd av familjen Lecythidaceae.
Exemplaren går på fyra fötter, klättrar och hoppar. De bildar flockar med 2 till 9 medlemmar som ofta förändras i sammansättningen. Reviret har en radie av 10 till 25 km och flocken vandrar 1,5 till 2 km per dygn. Arten delar revir med primater av släktena springapor, vrålapor, spindelapor, dödskalleapor, tamariner och ullapor.
Beståndet hotas av landskapsförändringar och av jakt. Några exemplar fångas och hålls som sällskapsdjur. Hela populationen minskar men den är fortfarande stor. IUCN listar arten som livskraftig (LC).